# エリザベス・ワトキンス
エリザベス・ワトキンス（Elizabeth Watkins、1863年3月10日 - 1973年10月31日）は、長寿世界一であったイギリス・北アイルランドの女性。1973年8月から死去するまで長寿世界一であった。
1973年10月、110歳と235日で死去。94歳の頃からベルファストの病院に入院していた。